# La Semaine verte
La Semaine verte est une émission de radio puis de télévision, présentée par Catherine Mercier à la Télévision de Radio-Canada. La série a également été diffusée sur les ondes de Savoir média (anciennement Canal Savoir).

## Description
La semaine verte est diffusée le samedi à 17 h ainsi que le dimanche à 12 h 30 à la Télévision de Radio-Canada. Cette émission cible autant un public rural qu’urbain en abordant les enjeux et le développement de l’agriculture, l’alimentation, l’environnement, la foresterie, la pêcherie et la gestion de la faune.

## Historique
La Semaine verte fut mise en onde à partir du 19 septembre 1970 comme émission radiophonique sur la Première Chaîne de Radio-Canada et traitait de sujets exclusivement agricoles. Avec les enjeux environnementaux actuels, l'objectif de l'émission s'est élargi et touche également à l'écologie et l'environnement. Les cotes d'écoute hebdomadaires s'élèvent à 400 000 auditeurs chaque semaine. L'émission est également présentée en webdiffusion et en baladodiffusion.
La Télévision de Radio-Canada produisait déjà à la fin des années 1960 l'émission d'horticulture Les Quatre Saisons réalisée par Claude Colbert à Québec les samedis en début d'après-midi, ainsi que l'émission d'agriculture Les Travaux et les jours réalisée par Louis Létuvé les dimanches en début d'après-midi. Le 5 septembre 1971, l'émission Informations agricoles réalisée par Jean Charbonneau s'est ajoutée le dimanche à midi, déplaçant l'émission du samedi au dimanche. La semaine suivante dans le télé-horaire, ces trois émissions font partie du bloc de programmation La Semaine verte.
Yvon Leblanc anima l'émission pendant 24 ans et quitta son rôle en 2002.
En automne 2013, après 11 saisons à l'animation de l'émission Errol Duchaine cède sa place à Catherine Mercier qui revient de la Chine après un mandat de 2 ans de correspondante pour SRC.

## L'équipe
Animateurs
- Jean Charbonneau (1971-1978)

- Yvon Leblanc  (1978-2002)

- Errol Duchaîne (2002-2013)
- Catherine Mercier (2013 - à aujourd'hui)

Journalistes
- France Beaudoin

- Errol Duchaîne

- Gilbert Bégin
- Rachel Brillant
- Ginette Marceau
- Michel Marsolais

Recherche
- Claude Lapierre

Journalistes-réalisateurs
- Thérèse Champagne
- Marc-Yvan Hébert
- Benoit Livernoche
- Aubert Tremblay

Réalisation
- Michel Dumontier
- Jean-François Michaud
- Bernard Laroche
- Luc Rhéaume
- Michel Rock Poirier
- Geneviève Turcotte
- Michel Sylvestre

Réalisateur-coordonnateur
- Stéphane Gravel

Assistante à la coordination
- Faby Deschênes

Montage
- Claude Bellemare
- Dave Choquette
- Pierre Gignac
- Normand Jacob
- Sylvain Morneau
- Renée Mercier
- Eric Tremblay

Infographie
- Patricia Dallaire
- Jean-Claude Vachon

Rédactrice en chef
- Hélène Leroux

## Récompenses
Au fil des années, l'émission La Semaine verte a obtenu plusieurs signes de reconnaissance à travers le monde, pour la qualité de ses reportages.
Rencontres internationales de la vidéo agricole de Saint-Hyacinthe
- 2002 : L'Eau d'Amos

Festival Agrofilm
- 2001 : Le Retour de la Ouananiche
- 2001 : La Tanche
- 1999 : Étude des polynies
- 1999 : La Police et les vaches
- 1999 : Agriculture de précision

Festival de film traitant d'agriculture de Kecskemét
- 1990 : Manipulation génétique en agriculture
- 1988 : Vegetable Growing on Canadian Blackearth
- 1988 : Hungarian vines

Autres
- Le Mérite conservation remis par le Club de conservation Memphrémagog
- Prix d'excellence d'Agriculture et Agroalimentaire Canada (2001)
- L'ordre du mérite forestier du Québec (1988)
- L'ordre du mérite agricole du Québec (1985)
- Association québécoise des techniques de l'eau (1984-85)
- Centamen international de Cine Agrario
- Internationaler film wettbewerb zur grünen woche Berlin (1992)
- Prix Gémeaux, Meilleure série d'information (1998)
- NFFPC Outstanding Service Award (2001)